# Matteo Carandini
Matteo Carandini (Roma, 1967) è un neuroscienziato italiano, studioso dell'apparato visivo.

## Biografia
Matteo Carandini è figlio di Guido Carandini e nipote di Nicolò Carandini. 
Dopo essersi laureato a Roma e aver conseguito il dottorato in Scienze neurologiche alla New York University ha lavorato presso varie università statunitensi ed europee. 
Dal 2007 è professore allo University College London. 
Studia il Nucleo genicolato laterale, la corteccia visiva primaria, l'attività di neuroni individuali e le comunicazioni tra questi ultimi con la corteccia visiva primaria, con un particolare interesse verso la funzione dell'occhio, del talamo e dell'area visiva primaria. 
Carandini conduce le sue ricerche con lo scopo di contribuire alla conoscenza di come il cervello processa le informazioni visive nel cervello umano. 
Lavora principalmente con i topi, selezionati come cavie da laboratorio per la loro caratteristica di organismo modello.
Dal 2017 è a capo del più grande laboratorio virtuale sul cervello, l'International Brain Lab, che unisce 21 centri di ricerca fra Europa e Stati Uniti, finanziato da Wellcome Trust e Simons Foundation.